# Marco Meyerhöfer
Marco Meyerhöfer (ur. 18 listopada 1995 w Bad Homburg vor der Höhe) – niemiecki piłkarz występujący na pozycji obrońcy w niemieckim klubie SpVgg Greuther Fürth. Wychowanek Eintrachtu Frankfurt, w trakcie swojej kariery grał także w takich zespołach, jak 1. FC Saarbrücken oraz Waldhof Mannheim.